# Yuki Kawamura
Yuki Kawamura (Yanai, 2 de mayo de 2001) es un jugador de baloncesto japonés que pertenece a la plantilla de los Chicago Bulls de la NBA, con un contrato dual que le permite jugar también con el filial de la G League, los Windy City Bulls. Con 1,73 metros de altura, juega en la posición de base.

## Trayectoria deportiva

### Comienzos
Nacido el 2 de mayo de 2001 en Yanai, prefectura de Yamaguchi, Yuki Kawamura jugó al baloncesto hasta el noveno grado en una institución secundaria de su ciudad natal. Para sus últimos años de secundaria, se transfirió a la escuela de Fukuoka Daiichi, donde compitió para el equipo de baloncesto y logró conseguir el campeonato nacional dos veces consecutivas. Mientras aún era estudiante de secundaria, el 20 de enero de 2020, fichó para el equipo profesional San-en NeoPhoenix en calidad de «jugador especialmente designado», sistema que permite a los clubes japoneses reclutar jóvenes talentos de 22 años o menos.

### Profesional
Kawamura hizo su debut profesional en la B.League el 25 de enero de 2020 ante los Chiba Jets de Yuki Togashi, el MVP de la liga en ese momento. En la conferencia postpartido, Togashi lo elogió y se mostró sorprendido por la madurez de su juego para su edad. Con 18 años, 8 meses y 23 días, se convirtió en el jugador más joven en disputar un partido y anotar puntos en la historia de la B.League. Disputó 11 partidos con San-en NeoPhoenix hasta el final de la temporada.
Una vez terminada la temporada, fichó para los Yokohama B-Corsairs el 22 de diciembre de 2020 manteniendo el estatus de «jugador especialmente designado». Esto le permitió continuar sus estudios en la Universidad de Tokai mientras que al mismo tiempo jugaba para los B-Corsairs. Durante la primera temporada, jugó 16 partidos para el equipo y en su segunda disputó 32, con promedios de 10 puntos y 7,5 asistencias por juego.
Kawamura se convirtió en un jugador completamente profesional al comienzo de la temporada 2022-23 con los B-Corsairs y su impacto fue inmediato: con promedios de 19,5 puntos y liderando la liga con 8,5 asistencias, fue nombrado MVP, Novato del Año y miembro del Quinteto Ideal durante la entrega de premios de la B.League. Durante la siguiente temporada, 2023-24, promedió 20,9 puntos y 8,1 asistencias en 56 encuentros, liderando una vez más la liga como mejor pasador e integrando el Quinteto Ideal.
El 7 de julio de 2024, Kawamura anunció que había recibido una oferta de contrato Exhibit-10 de los Memphis Grizzlies de la NBA para probarse durante la siguiente pretemporada en Estados Unidos. El 6 de septiembre se hizo oficial su contrato con los Grizzlies. El 19 de octubre, antes del inicio de la temporada, obtuvo un contrato dual que le permite jugar con el filial de la G League, los Memphis Hustle.
Se unió a los Chicago Bulls para la Liga de Verano de la NBA de 2025. El 19 de julio firmó un contrato dual con la franquicia de Illinois.

## Selección nacional
Kawamura fue seleccionado en su carrera juvenil para representar a Japón en el Campeonato FIBA Asia Sub-16 de 2017 y el Campeonato FIBA Asia Sub-18 de 2018. Tuvo su debut con la selección mayor el 3 de julio de 2022 durante una ventana clasificatoria para la Copa Mundial de 2023 en una victoria 89-49 sobre China Taipéi. Kawamura no anotó puntos, pero repartió 8 asistencias y consiguió 5 robos en 14 minutos de juego.
En agosto de 2023, fue parte del equipo japonés que disputó la Copa Mundial de Baloncesto. Durante el torneo, el equipo japonés consiguió una remontada histórica ante Finlandia, en lo que significó la primera victoria ante un rival europeo en un Mundial. El aporte de Kawamura fue clave durante el partido, anotando 17 puntos durante la segunda mitad y finalizando con 25 puntos y 9 asistencias. Al finalizar su participación en la competencia, la selección japonesa terminó como el mejor equipo asiático, en decimonovena posición, y de esa forma consiguió su pasaje a los Juegos Olímpicos de París 2024.
Kawamura integró también el plantel nacional japonés del torneo olímpico de París 2024. Después de una derrota clara ante los campeones mundiales vigentes, Alemania, se enfrentaron ante el local Francia en un partido que requirió de un tiempo extra para ser dirimido. Pese a la derrota, Kawamura tuvo una actuación muy destacada que casi le da la victoria a Japón: anotó 29 puntos con 6 triples incluidos, capturó 7 rebotes, dio 6 asistencias y consiguió 1 robo en su tiempo de juego. El equipo japonés terminó eliminado en fase de grupos sin conseguir victoria, finalizando en decimoprimera posición, pero Kawamura realizó un buen torneo siendo el cuarto mejor anotador y el tercer mejor pasador del evento con promedios de 20,3 puntos y 7,7 asistencias en sus tres encuentros.

## Estadísticas de su carrera en la NBA

### Temporada regular
| Año     | Equipo  | PJ | PT | MPP | %TC  | %3P  | %TL  | RPP | APP | ROB | TPP | PPP |
| ------- | ------- | -- | -- | --- | ---- | ---- | ---- | --- | --- | --- | --- | --- |
| 2024-25 | Memphis | 22 | 0  | 4.2 | .367 | .304 | .778 | .5  | .9  | .1  | .0  | 1.6 |
| Total   | Total   | 22 | 0  | 4.2 | .367 | .304 | .778 | .5  | .9  | .1  | .0  | 1.6 |